# Everglades (serie televisiva)
Everglades  è una serie televisiva statunitense in 38 episodi trasmessi per la prima volta nel corso di una sola stagione dal 1961 al 1962 in syndication.

## Trama
Lincoln Vail è un funzionario di polizia che ha il compito di perlustrare la zona paludosa delle Everglades, in Florida, a bordo del suo idroscivolante.

## Personaggi
- Lincoln Vail (38 episodi, 1961-1962), interpretato da	Ron Hayes.
- capitano Anderson (5 episodi, 1961-1962), interpretato da	Gordon Casell.
- Benson (3 episodi, 1961-1962), interpretato da	Steve Brodie.
- Dan (2 episodi, 1961-1962), interpretato da	Douglas Kennedy.
- Kate Walker (2 episodi, 1962), interpretata da	Lili Kardell.
- Carroll (2 episodi, 1961-1962), interpretato da	Bart Carlin.
- Cutter (2 episodi, 1961-1962), interpretato da	Jack DeLeon.
- Lew Johnson (2 episodi, 1961-1962), interpretato da	Burt Reynolds.
- Coley Jarret (2 episodi, 1961-1962), interpretato da	Chris Robinson.
- Kelso (2 episodi, 1961-1962), interpretato da	Robert Stevenson.
- Pete Hammond (2 episodi, 1962), interpretato da	Dan Chandler.
- Benjamin (2 episodi, 1962), interpretato da	Lonny Chapman.
- Alexander (2 episodi, 1962), interpretato da	Ken Drake.
- Adams (2 episodi, 1962), interpretato da	Victor Gerber.
- Dorothea Swan (2 episodi, 1962), interpretata da	Frances Helm.
- Yates (2 episodi, 1962), interpretato da	Paul Lambert.
- Melanie Hawkins (2 episodi, 1962), interpretata da	Mala Powers.
- Gibbs (2 episodi, 1962), interpretato da	Morgan Sterne.
- Ellen (2 episodi, 1962), interpretata da	Barbara Wilkin.

## Produzione
La serie fu prodotta da ZIV Television Programs. I luoghi delle riprese includono l'Everglades National Park, Andytown, Coopertown, Frog City, Sweetwater e  Forty Mile Bend lungo il Tamiami Trail. Tra le guest star: Burt Reynolds, Victor Buono, Alba Wells e Tyler McVey.
In molti episodi compaiono diversi personaggi nativi della zona delle Evrglades, dell'etnia dei Seminole. Il piano originale era quello di utilizzare attori bianchi nel ruolo dei nativi con il trucco e i costumi, ma poi furono utilizzati veri nativi Seminole con i loro abiti tradizionali. Furono utilizzati quasi tutti come comparse.

### Registi
Tra i registi della serie sono accreditati:
- Jack Herzberg (19 episodi, 1961-1962)
- John Florea (14 episodi, 1961-1962)
- Franklin Adreon (4 episodi, 1962)

## Distribuzione
La serie fu trasmessa negli Stati Uniti dal 1961 al 1962 in syndication.

## Episodi
| Stagione       | Episodi | Prima TV USA |
| -------------- | ------- | ------------ |
| Prima stagione | 38      | 1961-1962    |